# San Gabriel (Philippines)
Pour les articles homonymes, voir San Gabriel.
San Gabriel est une localité de la province de La Union, aux Philippines. En 2015, elle compte 18 172 habitants.